# Bogár Imre

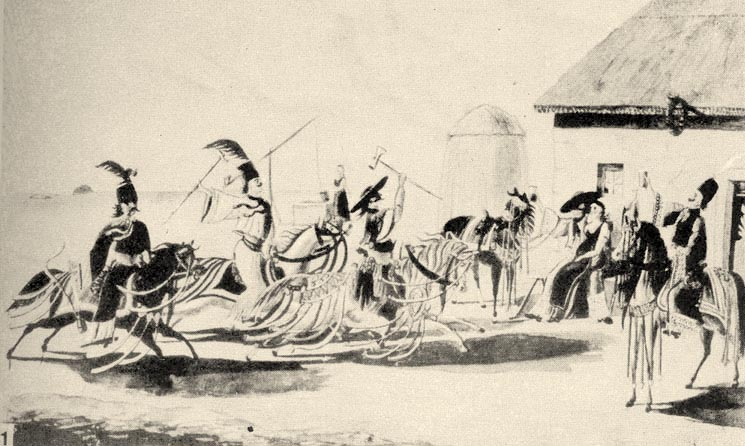
Betyárok találkozója a csárdánál (Hortobágy, Hessen-Philippstahl akvarellje, 1830 körül)

Bogár (Szabó) Imre (Bócsa, 1842. április 6. – Pest, 1862. július 19.) Magyarország talán leghírhedtebb lovas betyárja volt.

## Élete
Mikor felcseperedett, gulyásbojtárként szolgált. 1860-ban történt, hogy a gulyából hiányzó ökrök miatt gyanúba került, vallatásba fogták és 1861-ig börtönben ült.
Bogár Szabó Imre 1862 nyarán esett fogságba, és azonnal ki is végezték. Az akkor húszéves, „igen szép külsejű és arcú” betyár kivégzése nagy esemény volt Pesten. „Ezernyi ezer nép lepte el az utcákat”, amikor „Virágkoszorúval a kezében a vesztőhelyre szállíttatott”. Nyilván a nagy érdeklődés volt a fő oka, hogy az egyik legszebb betyárballada fűződik nevéhez, amely nagyon hamar kialakult és 1870/71 telén már följegyezték egy változatát.
Zavaros a Tisza, nem akar apadni,

Az a híres Bogár Imre által akar menni.

Által akar menni, lovat akar lopni,

Debreceni zöld vásárban pénzt akar csinálni.

Pénzt akar csinálni, subát akar venni,

Deli Marcsát, a babáját bé fogja takarni.

Nézz ki, Marcsa, nézz ki ablakod firhangján,

Most viszik a Bogár Imrét piros pej paripán.

Arany a zablája, ezüst a kantárja,

Deli Marcsa a babáját már hiába várja.

Kocsmárosné, hallja, egy icce bort adna,

Megkínálom a vármegyét, hogy ne legyek rabja.

Huncut a vármegye, nem iszik belőle,

Most viszik a Bogár Imrét a vesztőhelyére.

Harangoznak délre, fél tizenkettőre,

Hóhér mondja, Bogár Imre, álljál fel a székre.

Felállott a székre, felnézett az égre:

A sok híres rablásaim most jutnak eszembe.

Kiszáradt a Tisza, csak a sara maradt,

Meghalt szegény Bogár Imre, csak a híre maradt.

(Bugacmonostor, Pest megye, Vásárhelyi Z. gyűjtése 1933)
De ez a ballada szinte semmiben sem egyezik a megállapítható tényekkel. Az elfogatás körülményeit is másként adja elő, és a dalban emlegetett Duli Marcsáról sincs semmi szó a törvényszéki és csendbiztosi iratokban. Külsejét egybehangzóan szépnek írják le az egykorú újsághírek, és ennek lett a következménye, hogy a balladában aranyos zabláját, ezüstös kantárját emlegetik, vagyis szépségét a népköltészet közvetett-stilizált módján fejezik ki.
Egyik újság szerint a kivégzésre vezetett betyár „arcát látva, talán maga Lavater is csalódott volna”, egy másik „leventei termettel, majdnem gyermeteg ifjúsággal, deli szépséggel – és az Isten képmását viselő arcvonásokkal” írja le a betyárt.

## A Bogár Imre banda tagjai
- öccse
- Bogár Jakab
- unokatestvére  Bogár Mihály
- Zsákai Ferkó
- Dönti Péter

## Bogár Jakab halála
„Úgy higgyétek el asztat ahogy én írom aszt tinéktek, hogy nagy porfelleg látszott vóna a szegedi határban, Bokrosi Jóska tanyája felé közelegvén, ha éppeg nem lett vóna ollan koromsötét, háthisze' késő éccaka vót mán .Hát biz az öreg Bogár Jakab és betyárbandája közeledett a dűlőúton. Mondom, késő éccaka vót mán, mikó' Bokrosi Jóska, félholdas ökröszsellér hajja ám, hogy valaki nagy düvel veri a ház ajtaját. Így osztán sebtibe' gyertyát gyújtott, és az ajtóhoz ment, ami belülrű erősen be vót reteszelve. Oszt kiszót:
– Ki az, illen késő éccaka?
– Ín vagyok az, Bogár Jakab, meg az embereim - szólt az öreg, ijesztően durva hangon.
– Nyissa ki Ke az ajtót! – Parancsolta.
– Nem gyittom én, nincs itten semmi amit elvihetnének az urak!
Ekkó egy darab ideig csönd lett.
Oszt eccé csak kaparászás hallatszott, az öreg Bokrosi hátán a hideg futkosott. Bogár Jakab kerített egy ásót a kezeközé és ő maga látott neki, hogy megássa a küszöböt. Addig a gazda se tétlenkedett. A banda közben az öregen kacagva a pincében talált boroshordóbú' ivott, köztük Jakab fiáva', a fiatal Bogár Imréve'. Mire a gödör elég tágas vót mán, Bogár Jakab az ijesztő mocskos, morcsos pofáját bedugta a küszöb alatt és ordítva vicsorgott, hogy megrémítse a házinépet. puska dördült. Azt még maga Bokrosi Jóska se gondolta, aki a ravaszt meghúzta, hogy ez az ócska öreg fegyver még elsülhet. csak rá akart ijeszteni a betyárokra, ehelyett az öreg Bogár Jakab bozontos fejét lötte széjje'.
Miután fia Jakab testét kihúzta a küszöb alól, az ajtót betörte és pisztolyáva' agyonlőtte Bokrosit, osztán családjával is végzett. Távozóban a tanyát felgyújtották.
Másnap regge' a szegedi Vármegyeháza előtt találták lovára kötözve Bogár Jakabot a híres betyárt, mellette egy levélben ez állott:
»Jóapámat Bogár Jakabot Szeged városa tisztességesen temettesse e', a pappal áldó imát mondasson érette. Mer ha nem, a várost a négy sarkán gyújtjuk meg!« aláírás: Bogár Imre”

## Megjelenése a szépirodalomban
- Róla szól Móra Ferenc A madarásztói szép asszony című elbeszélése (megjelent az író Göröngykeresés című kötetében).